# واماندگی کمپرسور

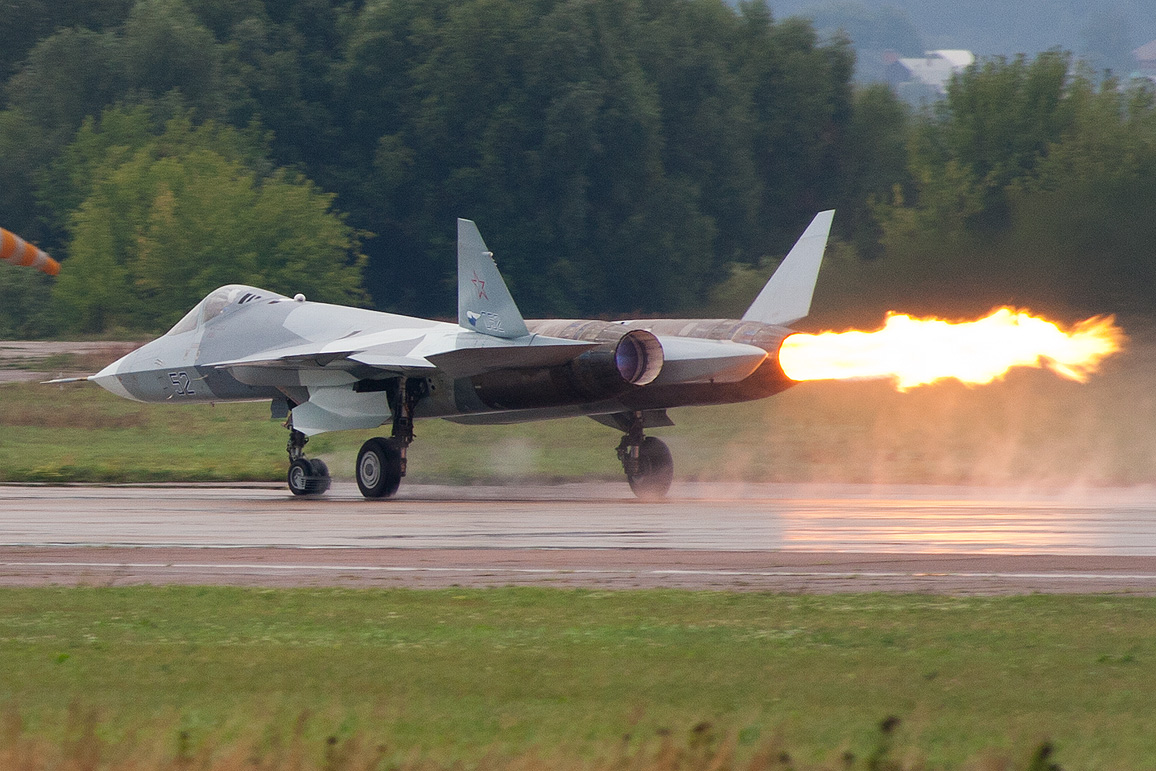
یک نمونه اولیه هواپیمای سوخوی-۵۷ که یکی از موتورهای آن دچار واماندگی کمپرسور شده‌است.

واماندگی کمپرسور (به انگلیسی: Compressor stall) یک اختلال موضعی از جریان هوا در کمپرسور توربین گاز یا توربوشارژر است. واماندگی‌ای که منجر به قطع کامل جریان هوا از درون کمپرسور می‌شود، سرج کمپرسور (به انگلیسی: Compressor surge) نامیده می‌شود. شدت این پدیده از افت لحظه‌ای توان که توسط تجهیزات به سختی نشان داده می‌شود و سرجی که باعث افت کامل توان کمپرسور می‌شود و باید میزان سوخت را تغییر داد تا توان دوباره به‌دست آید و عملکرد عادی شود، متغیر است.
واماندگی کمپرسور یک مشکل رایج در موتورهای جت ابتدایی با واحدهای ساده آیرودینامیکی و واحدهای کنترل سوخت دستی یا مکانیکی بود، اما با طراحی بهتر و استفاده از سیستم‌های کنترل هیدرومکانیکی و الکترونیکی نظیر Full Authority Digital Engine Control، عملاً از بین رفته‌است. کمپرسورهای مدرن به دقت طراحی شده و کنترل می‌شوند تا از واماندگی درمحدوده عملیاتی موتور جلوگیری شده یا محدود شود.

## انواع

### واماندگی چرخشی (Rotating stall)

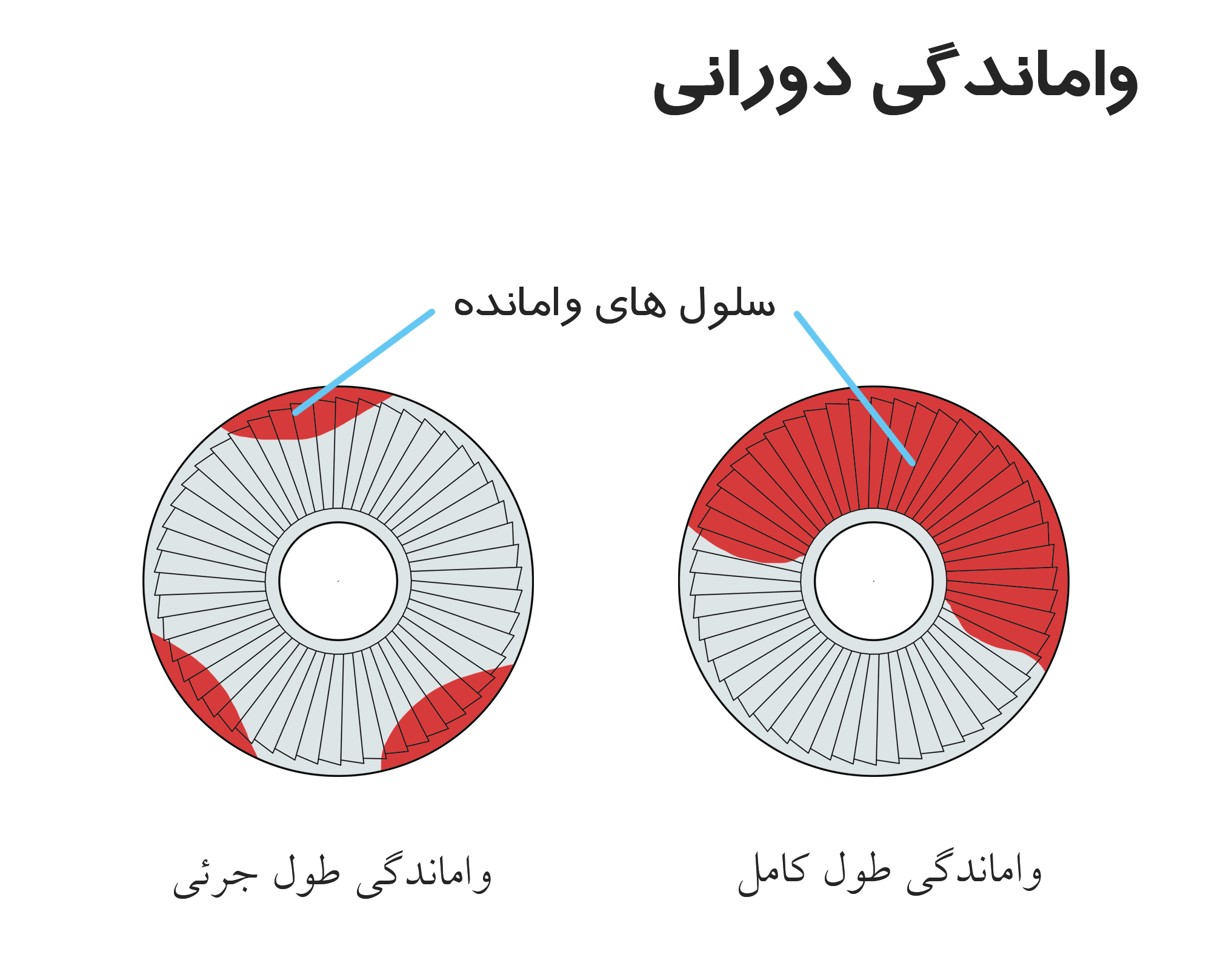
سلول‌های واماندگی دورانی در یک کمپرسور محوری.

واماندگی چرخشی یک اختلال در جریان هوا در داخل کمپرسور است که باعث توقف کامل تهیه هوای فشرده نمی‌شود اما راندمان آن را کاهش می‌دهد. واماندگی چرخشی هنگامی به وجود می‌آید که بخش کوچکی از ایرفویل‌ها دچار واماندگی شوند و جریان هوای محلی را آشفته می‌کنند اما کل عملکرد کمپرسور را مختل نمی‌کند. ایرفویل‌های وامانده باعث ایجاد پاکت‌هایی از هوای تقریباً ساکن می‌شوند (که سلول وامانده خوانده می‌شود) که به‌جای حرکت در جهت جریان به دور محیط کمپرسور می‌چرخند. در سرعت‌های دورانی پایین، ممکن است طبقات ابتدایی کمپرسور دچار واماندگی دورانی شود. شروع واماندگی می‌تواند پیشرونده یا ناگهانی باشد و به ساختار سلول واماندگی بستگی دارد که به این حالات به ترتیب واماندگی با طول جزئی و واماندگی با طول کامل گفته می‌شود. واماندگی چرخشی نسبت به محور قرینه نیست و باعث ایجاد جریان غیر یکنواختی حول محیط کمپرسور می‌شود، که با سرعتی معادل ۲۰ تا ۵۰ درصد روتور و هم جهت با آن می‌چرخد. سرعت واماندگی‌های دورانی معمولاً در محدوده 100Hz می‌باشد.

### واماندگی متقارن نسبت به محور یا سرج کمپرسور (Axi-symmetric stall or compressor surge)
واماندگی متقارن نسبت به محور که معمولاً سرج کمپرسور (یا موج فشاری) خوانده می‌شود، شکست کامل فرایند تراکم می‌باشد که باعث ایجاد جریان معکوس و انفجار گاز متراکم شده قبلی در دهانه مکش موتور می‌شود، چراکه کمپرسور توان مقاومت در برابر حرکت گازهای متراکم قبلی در جهت معکوس را ندارد.